# Дитрема
Дитрема, или японская дитрема (лат.  Ditrema temminckii) — вид лучепёрых рыб семейства живородковых. Распространены в северо-западной части Тихого океана в прибрежных водах Японии и Кореи. Максимальная длина тела 24 см. Живородящие рыбы.

## Таксономия и этимология
Впервые описан в 1853 году голландским медиком и ихтиологом Питером Блекером (нидерл. Pieter Bleeker; 1819—1878) и помещён в род Ditrema. Видовое название дано в честь голландского зоолога Конрада Темминка (нидерл. Coenraad Jacob Temminck; 1824—1888), который в 1844 году выделил род Ditrema, но не включил в род данный вид.

## Классификация и распространение
Выделяют два подвида:

Ditrema temminckii pacificum — распространены вдоль тихоокеанского побережья Японии;

Ditrema temminckii temminckii — распространены в Японском и Жёлтом морях

## Описание
Тело высокое, овальной формы, сжато с боков. Верхний профиль головы в области глаза прямой. Рыло короткое с небольшим ртом. Челюсти одинаковые по размеру, у самцов и самок с одним рядом зубов, притуплённых или конической формы. Нижняя губа прикреплена к симфизу с помощью кожного выроста. На нижней части жаберной дуги около 15 коротких и тонких жаберных тычинок. В длинном спинном плавнике 9—11 (наичаще 10) жёстких и 20 (иногда) 19—22 мягких лучей. В анальном плавнике 3 жёстких и 25—28 (наичаще 26) мягких лучей. Хвостовой плавник выемчатый. В боковой линии 72—73 чешуек. Выше боковой линии проходит 11—12 рядов чешуи. Максимальная длина тела 24 см.
Спина синевато-стального или коричневатого цвета, бока и брюхо серебристые. Жёсткая часть спинного плавника с чёрным краем. Отсутствует чёрная линия у основания анального плавника. В начале основании колючего луча брюшного плавника у D. t. temminckii всегда есть чёрное пятно, а у D. t. pacificum вдоль заднего края жёсткого луча брюшного плавника проходит чёрная линия. На нижнем крае предкрышки два чёрных пятна — в передней части и в углу; у D. t. pacificum переднее чёрное пятно отсутствуют. Через глаз наискосок проходит тёмная полоса, доходящая до угла рта. Передней ней проходит вторая тёмная полоса, идущая от переднего края глаза до предчелюстной кости.

## Биология
Морские бентопелагические рыбы. Обитают над скалистыми и песчаными грунтами, часто в зарослях бурых водорослей.
Живородящие рыбы. Самец оплодотворяет самку с помощью утолщённого переднего конца анального плавника. Развитие эмбрионов проходит внутри материнского организма. Обычно вынашивается около 13 эмбрионов. Мальки вымётываются в мае — июне.